# Fantasy-Jahr 1946
Übersicht

◄◄ | ◄ | 1942 | 1943 | 1944 | 1945 | Fantasy-Jahr 1946 | 1947 | 1948 | 1949 | 1950 | ► | ►►

Weitere Ereignisse

## Filmpreise
Louis-Delluc-Preis als bester französischer Film für Es war einmal

## Neuerscheinungen Filme
| Deutscher Titel            | Deutschsprachiges Erscheinungsjahr | Originaltitel              | Regie                              | Anmerkungen |
| -------------------------- | ---------------------------------- | -------------------------- | ---------------------------------- | ----------- |
|                            |                                    | Angel on My Shoulder       | Archie Mayo                        |             |
| Es war einmal              | 1947                               | La Belle et la Bête        | Jean Cocteau, René Clément         |             |
| Irrtum im Jenseits         | 1948                               | A Matter of Life and Death | Emeric Pressburger, Michael Powell |             |
| Ist das Leben nicht schön? | 1961                               | It’s a Wonderful Life      | Frank Capra                        |             |
|                            |                                    | A Night in Paradise        | Arthur Lubin                       |             |
| Sylvia und das Gespenst    | 1947                               | Sylvie et le fantôme       | Claude Autant-Lara                 |             |

## Geboren
- Robert Lynn Asprin († 2008)
- Alan Dean Foster
- Eric Van Lustbader
- Philip Pullman
- Michael Shea († 2014)